# Kałasznikowo (obwód omski)
Kałasznikowo (ros. Калашниково) – dawna wieś (ros. деревня, trb. dieriewnia) w rejonie tarskim obwodu omskiego w Rosji, w gminie wiejskiej souskanowskiej. W 2002 roku zamieszkana przez 13 osób.
Kałasznikowo zostało założone w 1807 roku. W 1926 roku składało się z 47 domów, w których mieszkało 239 osób. Wieś została usunięta z rejestru miejscowości w 2008 roku.